# История пушного промысла в Сибири
История пушного промысла в Сибири — история добычи мехов и торговли ими в Сибири. Пушной промысел имел важнейшее значение для освоения Сибири.
В XI веке новгородцы, нуждаясь в мехах для экспорта в Западную Европу, через Печорский путь проникли в низовья Оби, где жили ненцы, энцы, нганасаны, ханты и манси. Новгородские купцы отправлялись туда с вооруженными отрядами, собирая дань мехами (прежде всего, белок) с этих племен.
Затем на смену белке пришел соболь, предмет роскоши. Именно соболь стал главной причиной похода Ермака на территорию Сибирского ханства в 1581-85 годах. Ермак погиб, но 24 тысячи соболиных, 2 тысячи бобровых шкур и 800 шкур чернобурой лисицы были отправлены в Москву.
Русские прибывали в Сибирь небольшими группами и редко сами охотились. С местного населения они собирали ясак мехами. Весь ясак поступал в Тобольский кремль, где сортировался и оценивался, после чего санными обозами отправлялся в Московский кремль. Также существовала и частная торговля мехами. Она облагалась налогом (десятиной), которая поступала в Сибирский приказ.
В 1560—1570-х годах объемы торговли межами резко упали. В ответ государство монополизировало экспортную торговлю всеми видами мехов и внутреннюю торговлю соболями.
Максимальная среднегодовая добыча сибирского соболя пришлась на 1640-е, когда она составляла 145 тыс. штук. В 1690-е годы этого же века она упала до 42,3 тыс. штук. С 1621 года по 1690 год в Сибири было добыто 7 248 000 соболей. В 1640-50-х годах пушнина давала не менее 20 % доходов государственного бюджета, а в 1680 году — не менее 10 %.
В добыче западносибирских соболей преобладали охотники из коренного населения. На их долю приходилось более 85 % общего количества шкурок соболей. Они добывали соболей как в счёт ясака, так и по договорам с русскими промышленниками. По этим договорам охотников снабжали продовольствием и одеждой, а охотники отдавали промышленникам 2/3 добычи. Охотились артелями, от 2-3 до 30-40 человек. При этом либо выслеживали зверя, чаще с собакой, и убивали его из лука (ружья) или ловили в сети-обметы, либо добывали его самоловными орудиями — кулемами (стационарными ловушками давящего действия), луками-самострелами, капканами и т. д. Коренное население Западной Сибири в XVII веке самоловные орудия не использовало.
Крупнейшим центром торговли мехами в начале XVII века была Мангазея. Промысел пушнины стал источником богатств важнейших купеческих семей XVII века — Ревякиных, Босых, Гусельниковых, Светешниковых, Пахомовых.
Промысел соболей превышал их естественный прирост, и в результате в Западной Сибири с конца 1620-х—середины 1630-х годов, а в Восточной Сибири — с конца 1660-х годов соболь почти совсем исчез.
Власти ради обеспечения сбора ясака с 1650 годов начали запрещать промысел соболя русскими промышленниками в определенных районах. Наиболее последовательно этот запрет проводился в жизнь только в Мангазейском и Енисейском уездах, где история русского соболиного промысла закончилась. При этом в Якутском и Илимском уездах русские промышленники продолжали охоту, несмотря на её запрет под угрозой смертной казни.
В 1697 году была установлена монополия государства на торговлю соболями.

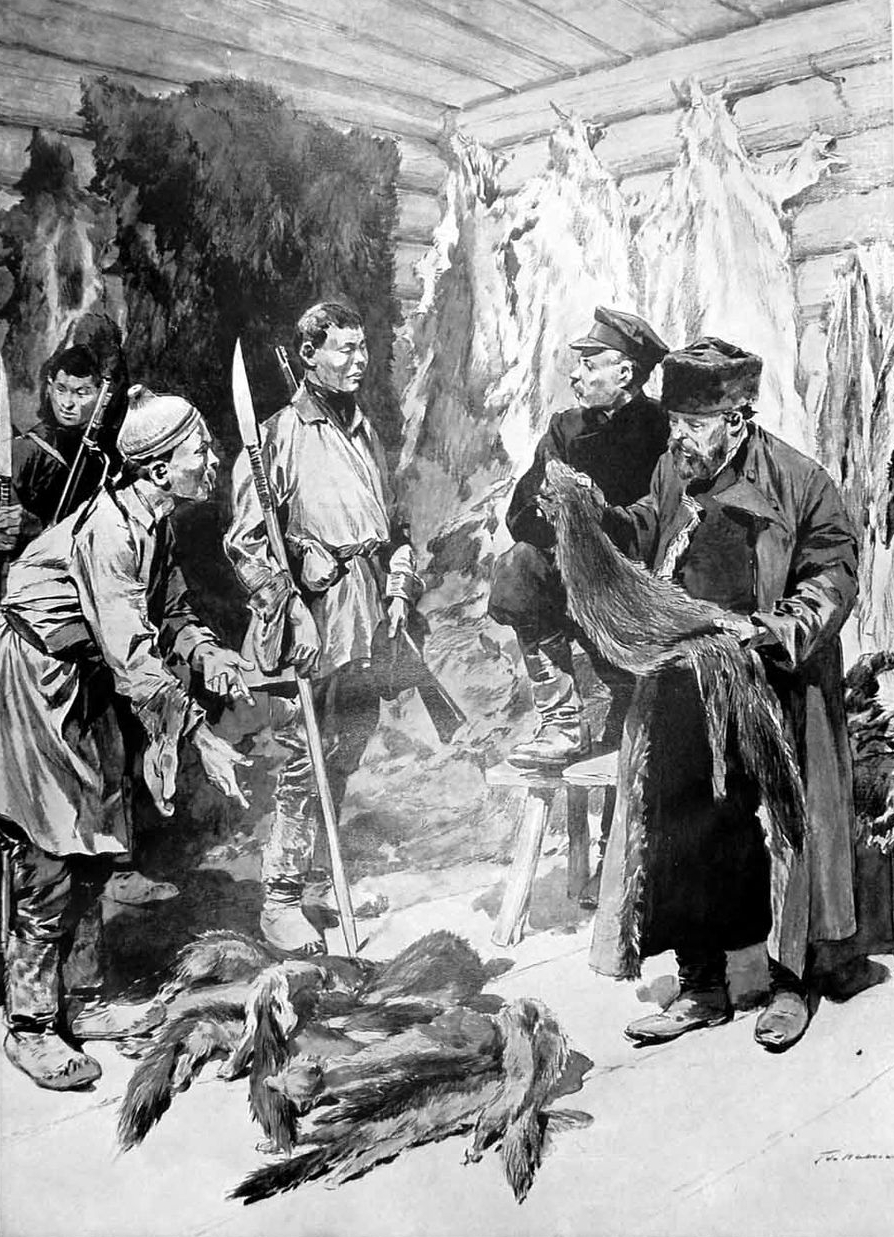
Фредерик де Ханен После зимней охоты: продажа шкурок за огнестрельное оружие, ножи и прочие товары. Якутские тунгусы торгуются с русскими торговцами пушнины.

В 1706 годах русским промышленникам охота на соболей была разрешена, но лишь ограниченному количеству промышленников при условии обязательной продажи всех добытых шкурок государству. Но в 1731 годах русским промышленникам промысел соболей в районах, где охотились «ясачные люди», был снова запрещен. В XIX веке поголовье соболей в Енисейском крае восстановилось, и промысловую охоту на них снова разрешили.

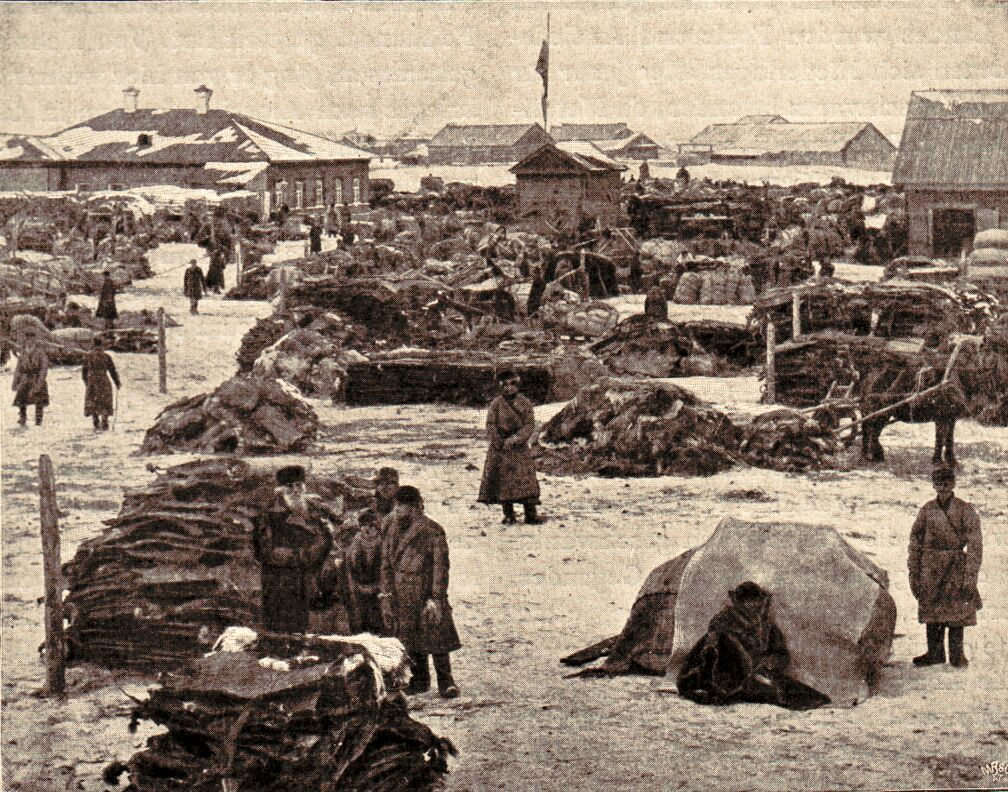
Меха на Ирбитской ярмарке, начало XX века

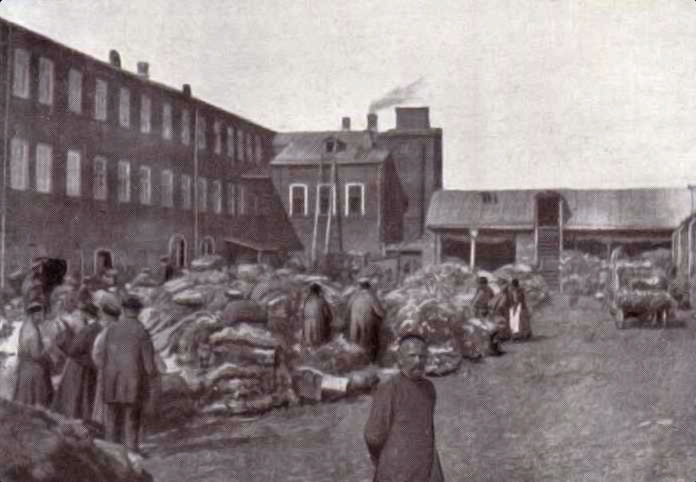
Меха на Нижегородской ярмарке, начало XX века

В 1-й половине XIX века окончательно сложилась система торговли мехами от производителей до крупнейших ярмарок — Ирбитской и Нижегородской. При этом крупнейшими промежуточными пунктами в этой системе в Восточной Сибири были Анюйская и Якутская ярмарки, а в Западной Сибири — Обдорская ярмарка.
Основным районом добычи пушнины в XVIII веке стала Восточная Сибирь. Там добывалось 70 % всей пушнины и 90 % соболей. При этом на Западную Сибирь приходилась большая часть добычи горностая. На протяжении XVIII—XIX веков доля пушнины в российском экспорте уменьшалась. Доля соболя в общей добыче к середине XIX века была не более 6 %.
Основной экспорт сибирских мехов (от 40 до 50 %) до середины XIX века шёл в Китай. В конце XVIII века меха составляли три четверти объема экспорта в Китай. Во 2-й половине XIX века в экспорте мехов стала преобладать Западная Европа.
После Октябрьской революции в январе 1919 года была установлена государственная монополия на скупку пушнины. В 1925 году СССР был крупнейшим в мире экспортером пушнины, на него приходилось 20 % мировых поставок. Во внешней торговле СССР пушнина занимала в 1920—1940-е годы одно из трех первых мест, уступая лишь экспорту пшеницы и в отдельные годы — нефтепродуктов. Затем доля пушнины в экспорте уменьшилась, доля СССР в мировой пушной торговле также сократилась за счет развития звероводства в других странах.